# ゆうちょ家族
ゆうちょ家族（ゆうちょかぞく）は、2010年から放送を開始したゆうちょ銀行のCMのタイトル。また、CM中の主人公（タケル）たちの家族の通称。

## 登場人物
緑川タケル
演：佐藤健
主人公。22歳。富山県出身で、現在は東京のイベント会社に勤務。入社1年目。
絆まさみ
演：長澤まさみ
タケルの恋人。23歳。スポーツメーカー勤務。
緑川弘、
演：藤岡弘、
タケルの伯父。65歳。元警察官。現在は、自由に全国を旅する年金ライダー。
緑川日出子
演：原日出子
タケルの母親。51歳。
緑川鶴瓶
演：笑福亭鶴瓶
タケルの父親。58歳。富山の実家で、食堂を経営する。釣りが趣味で釣竿を何本も所有している。
緑川ななみ
演：桜庭ななみ
タケルの妹。18歳。ナレーションをつとめることが多い。富山の実家で暮らしていたが、芸術大学に進むため上京する。

## コマーシャルソング
- 「君と見てた空」（山崎まさよし）

## スタッフ
- 犬童一心 - 演出
- 小泉せつ子 - 脚本

## 各話タイトル
- 都会でも地方でも
- 年金自動受け取り
- ゆうちょ年金定期 / ゆうちょ ときめき倶楽部
- 定額貯金 / 貯めるなら
- 定額貯金 / ありがとうキャンペーン
- EXTAGE カード新登場
- 新生活 1 / 給与口座
- 新生活 2 / アルバイト口座

## 備考
- 笑福亭鶴瓶と原日出子は、それぞれ郵政省の頃のゆうパックと年賀状案内のCMに出演経験がある。
- 藤岡弘、と佐藤健は、それぞれ仮面ライダーシリーズで主演を務めており、本作では役柄こそ異なるが新旧ライダーの共演となっている。
- CM放送開始とほぼ同時期に、「つるべにかくれんぼ」という笑福亭鶴瓶の顔とゲストの顔を合成するコーナーが「森田一義アワー 笑っていいとも!」内で開始した。8月26日に「BECK」の宣伝のため水嶋ヒロの紹介で、佐藤健がテレフォンショッキングに出演した際、「都会でも地方でも」で「つるべにかくれんぼ」と同様に笑福亭鶴瓶と佐藤健の顔が合成されている事に触れられ、その日の「つるべにかくれんぼ」から笑福亭たけると書かれたCMで使用された合成映像の写真が展示された。ちなみに、ゆうちょ銀行はこの番組のスポンサーに参加したことがない。